# Cantón de Meyrueis
El cantón de Meyrueis era una división administrativa francesa, que estaba situada en el departamento de Lozère y la región de Languedoc-Rosellón.

## Composición
El cantón estaba formado por seis comunas:
- Fraissinet-de-Fourques
- Gatuzières
- Hures-la-Parade
- Le Rozier
- Meyrueis
- Saint-Pierre-des-Tripiers

## Supresión del cantón de Meyrueis
En aplicación del Decreto n.º 2014-245 de 25 de febrero de 2014, el cantón de Meyrueis fue suprimido el 22 de marzo de 2015 y sus 6 comunas pasaron a formar parte; cinco del nuevo cantón de Florac y una del nuevo cantón de Le Collet-de-Dèze.